# قنطريون تريومفيتي
القنطريون التريومفيتي واسمه العلمي (باللاتينية: Centaurea triumfettii) نوع نباتي ينتمي إلى جنس القنطريون من الفصيلة النجمية. سمي نسبة إلى عالم النبات تريومفيتي.

## الموئل والانتشار
موطنه بلاد الشام والمغرب العربي وتركيا والقوقاز وأوروبا.

## مرادفات للاسم العلمي
- (باللاتينية: Cyanus triumfettii (All.) Á. Löve & D. Löve)